# Elastinen

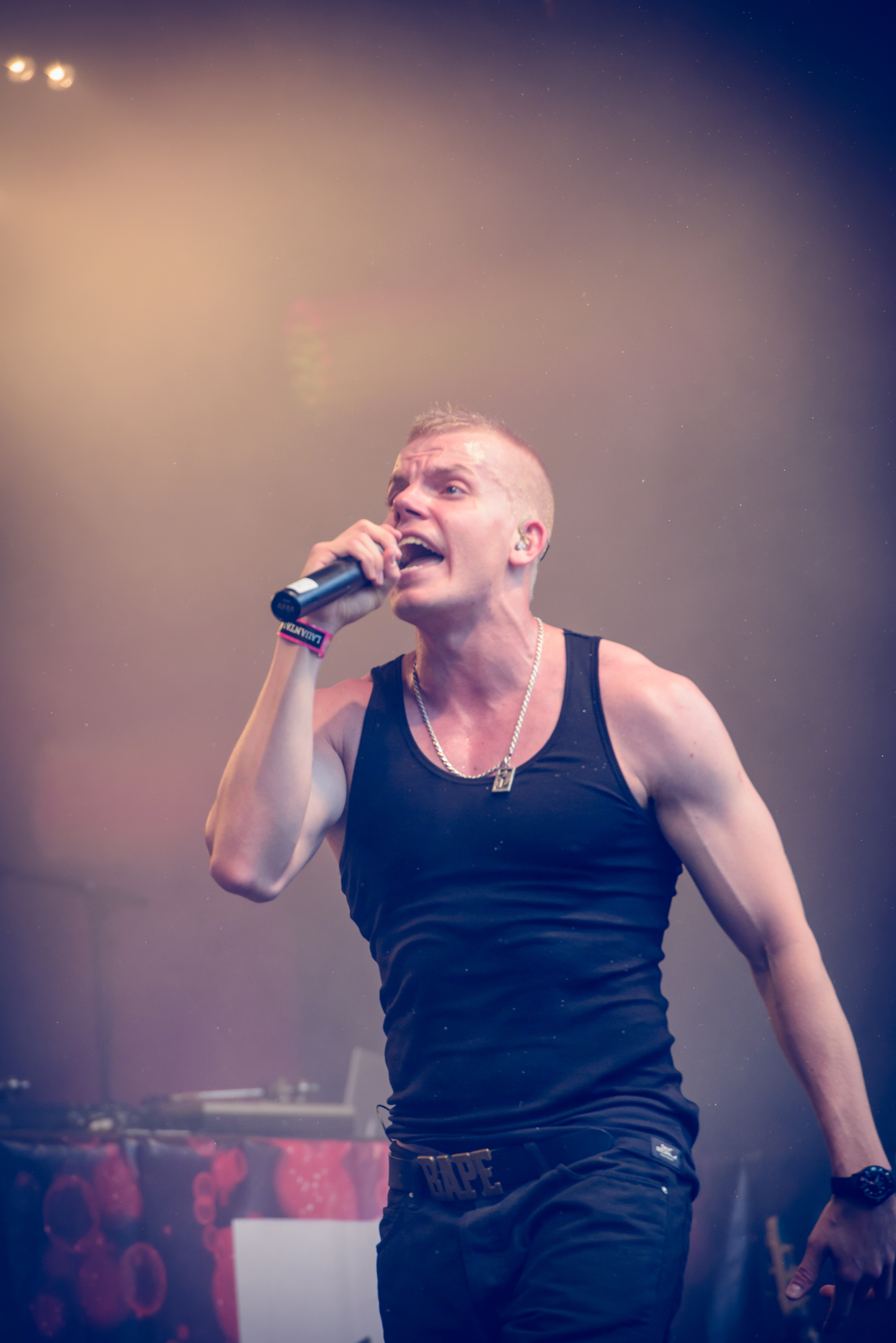

Elastinen, artistnamn för Kimmo Ilpo Juhani Laiho, född 1981, är en finländsk hiphopmusiker. Han är en grundare av och verkställande direktör för Rähinä Records. Tillsammans med sin vän och kollega, rapparen Iso-H startade han hiphop duon Fintelligens som slog igenom stort i Finland under senare delen av 90-talet. Vid sidan om Fintelligens har Elastinen varit aktiv som soloartist med flera albumsläpp. På senare år har solokarriären fått ta allt större plats i artisteriet med ett flertal album och låtsläpp. 
Han har varit domare/mentor i The Voice of Finland och år 2015 var han en av deltagarna i tv-programmet Vain Elämää. 